# Система непосредственного впрыска топлива в бензиновых двигателях
Система непосредственного впрыска топлива (СНВТ) (Gasoline Direct Injection (GDI)) — инжекторная система подачи топлива для бензиновых двигателей внутреннего сгорания с непосредственным впрыском топлива, у которой форсунки расположены в головке блока цилиндров и впрыск топлива происходит непосредственно в цилиндры.
Топливо подается под большим давлением в камеру сгорания каждого цилиндра в противоположность стандартной системе распределённого впрыска топлива, где впрыск производится во впускной коллектор.
Такие двигатели более экономичны (до 20 % экономии), отвечают более высоким экологическим стандартам, однако и более требовательны к качеству топлива.

## Наименование
Аббревиатура GDI подразумевает систему непосредственного впрыска на двигателях Mitsubishi. Это произошло потому, что впервые система непосредственного впрыска была применена на двигателе GDI (это не так, задолго до этого применялось в авиации) , устанавливаемом на автомобили компании Mitsubishi. Mitsubishi первыми применила электронно-управляемый непосредственный впрыск что позволило применить на некоторых режимах суперобедненную смесь.
Согласно SAE J1930, система непосредственного впрыска имеет наименование DFI, direct fuel injection (рус. «непосредственный впрыск топлива»). В то же время, производители двигателей часто дают системам непосредственного впрыска собственные торговые наименования, например:
- Toyota — D4;
- Mercedes-benz — CGI;
- Mitsubishi — GDI
- Nissan — NEO DI;
- Renault — IDE;
- Alfa Romeo — JTS;
- PSA Peugeot Citroën — HPi;
- Mazda — DISI;
- Ford — TwinForce, SCTi, GTDi, в настоящее время используется торговая марка «EcoBoost»;
- Volkswagen, Skoda — FSI, TSI, Audi — TFSI (где «T» означает «турбонаддув»);
- Opel — CDTI (дизель), direct, SIDI (Spark Ignition Direct Injection);
- Honda — I-CDTI.

## Состав
GDI состоит из следующих составляющих:
- топливный насос высокого давления;
- камера высокого давления с регулятором количественного давления топлива;
- привод топливного насоса;
- топливная рампа;
- предохранительный клапан;
- датчик высокого давления;
- форсунки впрыска;
- блок управления двигателем;
- блок управления форсунками;
- топливный насос низкого давления;
- перепускной клапан;
- топливный фильтр;
- фильтры супертонкой очистки топлива;
- входные датчики.